# Brachyptera transcaucasica
Brachyptera transcaucasica is een steenvlieg uit de familie vroege steenvliegen (Taeniopterygidae). De wetenschappelijke naam van de soort is voor het eerst geldig gepubliceerd in 1956 door Zhiltzova.